# Кленова (Звягельський район)
Кленова́ — село в Україні, у Городницькій територіальній громаді Звягельського району Житомирської області. Населення становить 597 осіб (2001).

## Історія
У 1906 році — село Селищенської волості Рівненського повіту Волинської губернії. Відстань від повітового міста 92 версти, від волості 35. Дворів 11, мешканців 292.
5 серпня 2016 року включене до складу новоутвореної Городницької територіальної громади Новоград-Волинського (згодом — Звягельський) району Житомирської області.